# Rešice (Rumunsko)
Rešice (rumunsky Reșița, maďarsky Resicabánya, německy Reschitz) je město v rumunském Banátu, hlavní město župy Caraș-Severin. Město má 83 000 obyvatel.

## Historie
Město bylo založeno za dob Rakouské monarchie v 18. století (první zmínka 1673) jako nové průmyslové centrum v Banátu na důležité strategické pozici. Vznikl zde tak těžký průmysl – výroba oceli a jiných kovů, chemikálií a strojů. Jeho název má slovanský původ, pochází z výrazu pro řeku. Ve městě je také muzeum lokomotiv vyrobených právě zde.